# Charles A. Kennedy
Charles Augustus Kennedy (* 24. März 1869 in Montrose, Lee County, Iowa; † 10. Januar 1951 ebenda) war ein US-amerikanischer Politiker. Zwischen 1907 und 1921 vertrat er den Bundesstaat Iowa  im US-Repräsentantenhaus.

## Werdegang
Nach der Grundschule arbeitete Kennedy im Bereich Gartenbau und Gartenarchitektur. Er wurde Mitglied der Republikanischen Partei. Zwischen 1890 und 1895 war er Bürgermeister seiner Heimatgemeinde Montrose; von 1903 bis 1905 saß er als Abgeordneter im Repräsentantenhaus von Iowa.
Bei den Kongresswahlen des Jahres 1906 wurde Kennedy im ersten Wahlbezirk von Iowa in das US-Repräsentantenhaus in Washington, D.C. gewählt, wo er am 4. März 1907 die Nachfolge von Thomas Hedge antrat. Nach sechs Wiederwahlen konnte er bis zum 3. März 1921 sieben zusammenhängende Legislaturperioden im Kongress absolvieren. In diese Zeit fielen der Erste Weltkrieg und die Verabschiedung mehrerer Zusätze zur Verfassung der Vereinigten Staaten, in denen unter anderem das Steuerrecht geändert und die Direktwahl der US-Senatoren gesetzlich geregelt wurden. Zwischen 1907 und 1911 war Kennedy Vorsitzender des Committee on Mileage und von 1919 bis 1921 gehörte er dem Committee on Rivers and Harbors an.
1920 verzichtete Charles Kennedy auf eine weitere Kandidatur. In den folgenden Jahrzehnten bis zu seinem Tod im Januar 1951 war er im Bankgeschäft tätig.